# Óvalo Aguascalientes México
Das Óvalo Aguascalientes México, auch bekannt unter dem Namen Autódromo Internacional de Aguascalientes, ist eine permanente Motorsport-Rennstrecke unweit der Stadt Aguascalientes in Mexiko. 

## Streckenbeschreibung
Die Rennstrecke, 2009 eröffnet, besteht aus einem 1,8 Kilometer langen Straßenkurs (Circuito Interno), einen 1,4 Kilometer langen Speedway-Oval (Óvalo) sowie einen Off-Road-Kurs.

## Veranstaltungen
Seit der Eröffnung fand jedes Jahr ein Rennen, der Gran Premio Aguascalientes der NASCAR PEAK Mexico Series, statt. Seit der Gründung der mexikanischen Formel-4-Meisterschaft fand mit Ausnahme der Saison 2016/17 jedes Jahr ein Rennwochenende mit drei Rennen auf dem Straßenkurs statt. Neben diesen Veranstaltungen finden noch diverse lokale Motorsport-Veranstaltungen statt.

## Statistik

### NASCAR PEAK Mexico Series
| Saison  | Datum        | Sieger           | Runden |
| ------- | ------------ | ---------------- | ------ |
| 2009 R1 | 12. April    | Germán Quiroga   | 143    |
| 2009 R2 | 22. November | Rogelio López    | 143    |
| 2010 R1 | 21. März     | Rafael Martínez  | 169    |
| 2010 R2 | 21. November | Jorge Goeters    | 171    |
| 2011 R1 | 01. Mai      | Rogelio López    | 171    |
| 2011 R2 | 06. November | Germán Quiroga   | 167    |
| 2012 R1 | 17. Juni     | Antonio Pérez    | 171    |
| 2012 R2 | 26. August   | Ruben Rovelo     | 171    |
| 2013 R1 | 26. Mai      | Rubén García     | 174    |
| 2013 R2 | 13. Oktober  | Rodrigo Peralta  | 163    |
| 2014 R1 | 19. Juli     | Ruben Rovelo     | 171    |
| 2014 R2 | 04. Oktober  | Daniel Suárez    | 172    |
| 2015 R1 | 14. Juni     | Santiago Tovar   | 171    |
| 2015 R2 | 18. Oktober  | Rogelio López    | 171    |
| 2017    | 16. Juli     | Abraham Calderón | 147    |
| 2018 R1 | 29. Juli     | Rubén García     | 143    |
| 2018 R2 | 21. Oktober  | Abraham Calderón | 51     |